# Kim Yu-jeong (Schauspielerin)
Kim Yu-jeong (* 22. September 1999 in Goyang, Gyeonggi-do) ist eine südkoreanische Filmschauspielerin. Sie startete als vielbeschäftigte Kinderdarstellerin und wurde später auch als jugendliche und erwachsene Darstellerin populär.

## Leben
Kim Yu-jeong hatte mit vier Jahren ihr Filmdebüt und hatte dann eine Reihe von Kinderrollen. 2012 spielte sie in der Historienserie Moon Embracing the Sun die Rolle der jungen „Heo Yeon Wu“, was ihr viel Beachtung brachte. 2016 spielte sie die Hauptrolle in der Historien-Romantik-Serie Love in the Moonlight. 2020 spielte sie in der Romantik-Comedy-Serie Backstreet Rookie und 2021 im Mystery-Thriller The 8th Night. Sie ist auch Hauptrolle in der Romantik-Serie Hong Cheong Gi (2021) und dem Film 20th Century Girl (2022).

## Filmografie

### Filme
- 2004: DMZ
- 2005: Lady Vengeance (친절한 금자씨)
- 2005: All for Love (내 생애 가장 아름다운 일주일)
- 2006: Forbidden Floor (네번째 층)
- 2006: Lump Sugar (각설탕)
- 2007: Hwang Jin Yi (황진이)
- 2007: Bank Attack
- 2007: Rainbow Eyes (가면)
- 2008: The Chaser (추격자)
- 2008: Unforgettable
- 2009: Tsunami – Die Todeswelle (해운대 Haeundae)
- 2009: Living Death (불신지옥)
- 2009: Paradise
- 2009: Possessed
- 2013: Commitment (동창생)
- 2014: Thread of Lies (우아한 거짓말)
- 2015: Circle of Atonement (비밀)
- 2017: Because I Love You (사랑하기 때문에)
- 2018: Golden Slumber (골든 슬럼버)
- 2022: 20th Century Girl
- 2023: Meongmongi

### Fernsehserien
- 2006: Thank You Life
- 2006: My Beloved Sister (누나 Nuna)
- 2007: Evasive Inquiry Agency
- 2007: Belle
- 2007: New Heart (뉴하트)
- 2008: Formidable Rivals
- 2008: Iljimae (일지매)
- 2008: Painter of the Wind (바람의 화원)
- 2009: Cain and Abel (카인과 아벨)
- 2009: Queen Seondeok (선덕여왕)
- 2009: Tamra, the Island (탐나는도다)
- 2010: Dong Yi (동이)
- 2010: Grudge: The Revolt of Gumiho (구미호: 여우누이뎐)
- 2010: Road No. 1 (로드 넘버원)
- 2010: Flames of Desire (욕망의 불꽃)
- 2010: Pure Pumpkin Flower (호박꽃 순정)
- 2011: Gyebaek (계백)
- 2012: Moon Embracing the Sun (해를 품은 달)
- 2012: May Queen (메이퀸)
- 2013: Golden Rainbow (황금 무지개)
- 2014: Secret Door (비밀의 문)
- 2015: Angry Mom (앵그리맘)
- 2016: Love in the Moonlight (구르미 그린 달빛)
- 2018: Clean with Passion for Now (일단 뜨겁게 청소하라)
- 2020: Backstreet Rookie
- 2021: Hong Cheong Gi
- 2023–2024: My Demon
- 2024: Chicken Nugget (닭강정)